# شورلت کوروت (نسل اول-سی۱)

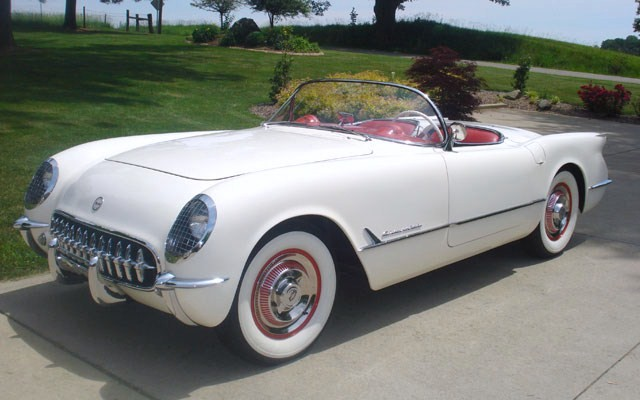

شورولت کوروت (نسل اول-سی۱) (Chevrolet Corvette (first generation-C۱)) خودرویی است که در سال‌های ۱۹۵۳ تا ۱۹۶۲در سنت‌لوئیس و ایالات متحده آمریکا تولید شده‌است.
این خودرو در کلاس خودرو اسپورت قرار گرفته و طراحی آن خودروهای موتور جلو-محور عقب بوده است. سیستم جعبه‌دندهٔ آن ۴ دنده به دو صورت خودکار و دستی است. از مدل 1953 کوروت,فقط 300 دستگاه ساخته شده است اما بدلیل گرانقیمت بودن,فقط 183 دستگاه از آن بفروش رفت.پیشرانه ی نمونه ی اولیه کوروت,از یک سدان شورلت برداشته شده بود که 115 اسب بخار قدرت داشت.